# Étaimpuis
Étaimpuis és un municipi francès situat al departament del Sena Marítim i a la regió de Normandia. L'any 2007 tenia 665 habitants.

## Demografia

### Població
El 2007 la població de fet d'Étaimpuis era de 665 persones. Hi havia 238 famílies de les quals 36 eren unipersonals (18 homes vivint sols i 18 dones vivint soles), 75 parelles sense fills, 105 parelles amb fills i 22 famílies monoparentals amb fills.
La població ha evolucionat segons el següent gràfic:
Habitants censats

### Habitatges
El 2007 hi havia 254 habitatges, 240 eren l'habitatge principal de la família, 8 eren segones residències i 7 estaven desocupats. Tots els 252 habitatges eren cases. Dels 240 habitatges principals, 213 estaven ocupats pels seus propietaris, 23 estaven llogats i ocupats pels llogaters i 3 estaven cedits a títol gratuït; 1 tenia una cambra, 8 en tenien dues, 22 en tenien tres, 77 en tenien quatre i 132 en tenien cinc o més. 226 habitatges disposaven pel capbaix d'una plaça de pàrquing. A 97 habitatges hi havia un automòbil i a 137 n'hi havia dos o més.

### Piràmide de població
La piràmide de població per edats i sexe el 2009 era:
| Homes | Edats   | Dones |
| ----- | ------- | ----- |
| 0     | 95 o +  | 0     |
| 0     | 90 a 94 | 0     |
| 0     | 85 a 89 | 4     |
| 0     | 80 a 84 | 8     |
| 16    | 75 a 79 | 0     |
| 8     | 70 a 74 | 16    |
| 16    | 65 a 69 | 12    |
| 0     | 60 a 64 | 12    |
| 12    | 55 a 59 | 8     |
| 20    | 50 a 54 | 8     |
| 20    | 45 a 49 | 28    |
| 24    | 40 a 44 | 20    |
| 28    | 35 a 39 | 16    |
| 16    | 30 a 34 | 20    |
| 8     | 25 a 29 | 28    |
| 4     | 20 a 24 | 20    |
| 20    | 15 a 19 | 16    |
| 12    | 10 a 14 | 24    |
| 20    | 5 a 9   | 8     |
| 24    | 0 a 4   | 16    |

## Economia
El 2007 la població en edat de treballar era de 454 persones, 342 eren actives i 112 eren inactives. De les 342 persones actives 314 estaven ocupades (180 homes i 134 dones) i 27 estaven aturades (14 homes i 13 dones). De les 112 persones inactives 36 estaven jubilades, 43 estaven estudiant i 33 estaven classificades com a «altres inactius».

### Ingressos
El 2009 a Étaimpuis hi havia 238 unitats fiscals que integraven 664,5 persones, la mediana anual d'ingressos fiscals per persona era de 18.696 €.

### Activitats econòmiques
Dels 17 establiments que hi havia el 2007, 1 era d'una empresa de fabricació d'altres productes industrials, 8 d'empreses de construcció, 2 d'empreses de comerç i reparació d'automòbils, 1 d'una empresa d'hostatgeria i restauració, 1 d'una empresa immobiliària, 3 d'empreses de serveis i 1 d'una empresa classificada com a «altres activitats de serveis».
Dels 8 establiments de servei als particulars que hi havia el 2009, 1 era un taller de reparació d'automòbils i de material agrícola, 1 guixaire pintor, 3 lampisteries, 1 electricista, 1 perruqueria i 1 restaurant.
L'any 2000 a Étaimpuis hi havia 23 explotacions agrícoles que ocupaven un total de 756 hectàrees.

## Equipaments sanitaris i escolars
El 2009 hi havia una escola maternal integrada dins d'un grup escolar amb les comunes properes formant una escola dispersa.

## Poblacions més properes
El següent diagrama mostra les poblacions més properes.